# Jarkko Tontti

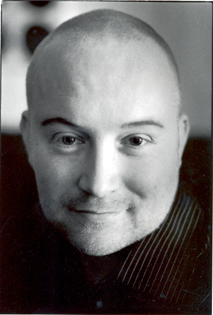
Jarkko Tontti (2006)

Jarkko Tontti (* 9. Dezember 1971 in Tampere) ist ein finnischer Dichter, Schriftsteller und Jurist.

## Leben
Jarkko Tontti wurde in Tampere geboren und wuchs dort auf. Er studierte Philosophie, Jura und Literatur an der Universität Helsinki, Universität Edinburgh, Université Saint-Louis – Bruxelles und Humboldt-Universität zu Berlin. Tontti wurde im Jahr 2002 in Helsinki zum Dr. jur. promoviert. Er lebt und arbeitet in Helsinki.
Mit dem Gedichtband Vuosikirja debütierte Tontti 2006 als Dichter. Noch im selben Jahr erhielt er eine Nominierung für den Helsingin-Sanomat-Literaturpreis und wurde mit dem Kalevi-Jäntti-Preis ausgezeichnet. Mit Luokkakokous debütierte er 2007 als Schriftsteller.
Tontti war von 2011 bis 2014 Präsident des PEN-Zentrum Finnland.

## Werke
- Kangasalan ja Jerusalemin runot, Gedichte (2024)
- Tarkoituksista ja keinoista, Essays (2022)
- Vedeera ja polttavan auringon maa, Roman (2022)
- Haava, Roman (2021)
- Lain laita, Gedichte (2020)
- Perintö, Roman (2018)
- Vedeera vaarallisilla vesillä, Roman (2018)
- Viisastuminen sallittu, Essays (2016)
- Lento, Roman (2013)
- Vedeeran taru, Roman (2012)
- Koti, uskonto ja isänmaa, Essays (2011)
- Sali, Roman (2011)
- Jacasser, Gedichte (2009)
- Luokkakokous, Roman (2007)
- Vuosikirja, Gedichte (2006)